# Dahlgrenius weyrichi
Dahlgrenius weyrichi är en skalbaggsart som först beskrevs av Vienna 1993.  Dahlgrenius weyrichi ingår i släktet Dahlgrenius och familjen stumpbaggar. Inga underarter finns listade i Catalogue of Life.